# Kamienica Gabriela Dahla w Szczecinie
Kamienica Gabriela Dahla – kamienica, która znajdowała się przy dawnej Schuhstraße 27 (dzisiejsza ulica Grodzka), na obszarze szczecińskiego osiedla Stare Miasto, w dzielnicy Śródmieście. Zniszczona podczas II wojny światowej.

## Historia
W czasach Księstwa pomorskiego kamienica mieściła rusznikarnię książęcą (warsztat broni). W czasie oblężenia szwedzkiego w 1677 r. budynek uległ znacznym zniszczeniom. 30 marca 1705 r. decyzją króla Szwecji kamienica przeszła na własność drukarza i księgarza Gabriela Dahla. Uruchomił on w niej królewską drukarnię książek. W 1713 r. budynek został uszkodzony wskutek kolejnego najazdu szwedzkiego. Po zakończeniu prac remontowych kamienica została przyporządkowana sąsiedniej parceli zajmowanej przez kamienicę Abrahama Wichenhagena. Nie przetrwała II wojny światowej. Na jej miejscu powstał zieleniec przed budynkiem szkoły podstawowej nr 63.

## Opis
Według rysunku z XVIII w. kamienica była obiektem czterokondygnacyjnym, nakrytym spadzistym dachem. Elewację różnicowały poziome gzymsy oddzielające od siebie poszczególne kondygnacje. Fasadę frontową wieńczył szczyt z trójkątnym gzymsem, kryjący okno poddasza. 